# Murtoa
Murtoa (912 habitants) est une localité située en pleine région céréalière dans l'État de Victoria en Australie, à 305 kilomètres au nord-ouest de Melbourne sur la Wimmera Highway.
Son nom est d'origine aborigène et pourrait signifier la « maison du lézard ».